# とも座ロー星
とも座ρ星（ρ Puppis、略称はρ Pup）は、とも座の恒星で3等星。

## 概要
とも座ρ星はたて座δ型変光星のなかで最も明るいものの1つであり、最も有名な例である。この星は薄黄色に見える。
とも座ρ星の変光は、オーストラリアのストロムロ山天文台で、オリン・エッゲンにより発見され、南アフリカのケープ天文台でも独立に指摘された。変光範囲は2.68等～2.87等で変光周期は0.1408809日（約3時間23分）である。とも座ρ星は年齢がわずか50万年の非常に若い星である。

## 名称
固有名のトゥレイス (Tureis) は、アラビア語で「小さな楯」という意味の言葉に由来する。2016年9月12日、国際天文学連合の恒星の命名に関するワーキンググループ (Working Group on Star Names, WGSN) によって Tureis が固有名として正式に承認された。